# Teologia biblica
La teologia biblica è una disciplina, all'interno della teologia cristiana, che studia la Bibbia dal punto di vista della comprensione della storia progressiva di Dio che si rivela all'umanità, a seguito della caduta dell'uomo, in tutto il Vecchio Testamento e nel Nuovo Testamento.
Secondo Geerhardus Vos, la teologia biblica si colloca tra l'esegesi biblica e la teologia sistematica. Se è chiara la differenza con l'esegesi, è invece più sottile la distinzione con la sistematica: si discosta da questa per il principio che governa la sua organizzazione, che è "storico" piuttosto che "logico". Per usare un'immagine cara a Thomas Guthrie, si può paragonare la Bibbia ad una foresta vergine dove piante e fogliame crescono a profusione in assestato disordine e la teologia sistematica ad un orto botanico dove le piante sono disposte secondo un criterio di classificazione in base alla loro specie; infatti, mentre la teologia sistematica tratta la Bibbia come un unicum da dove trarre l'intero insegnamento in forma ordinata (sistematica appunto), la teologia biblica utilizza sì la stessa Scrittura, ma in prospettiva storica, mostrando lo sviluppo e la crescita organica delle verità bibliche (rivelazione speciale) dall'inizio, l'Eden, alla chiusura del canone nel Nuovo Testamento. Ciò significa che la teologia biblica è "diacronica" (disegna una linea), invece la teologia sistematica è "sincronica" (disegna un cerchio). 
Nell'interpretare le Scritture la teologia biblica evita l'uso di categorie di pensiero e di espressione non bibliche, e tiene in conto lo sviluppo dell'insegnamento nell'ambito del periodo della Rivelazione. Essa aspira ad esporre il carattere progressivo della rivelazione divina in Gesù Cristo e presuppone alcune verità fondamentali:
- 1) ispirazione di tutta la Sacra Scrittura dallo Spirito Santo in modo da conservare l'integrità e l'individualità degli autori umani;
- 2) armonia tra tutti i libri della Bibbia, nella loro diversità e varietà, offrendo ciascuno un ricco e necessario contributo alla proclamazione dell'unico evangelo messo in atto da Cristo;
- 3) notevole sviluppo storico e teologico del canone biblico che conduce al Cristo incarnato;
- 4) visione escatologica di uno sviluppo cosmologico espresso dalla Scrittura che ci conduce, per mezzo della creazione e della caduta, verso il progetto di una creazione rinnovata, in cui il frutto del peccato è estirpato.

Infatti, al suo interno, possiamo comprendere il piano complessivo di Dio, iniziato nel Giardino dell'Eden e compiuto nella Gerusalemme Celeste, che rifiuta l'idea di un cambiamento del progetto divino per l'umanità. Soprattutto, è una teologia che riconosce la mano sovrana del Padre attraverso tutti i secoli, mediante il compimento di un ampio progetto per la sua creazione grazie al ministero di suo Figlio Gesù Cristo.
Sebbene, nella storia, la teologia biblica sia sempre stata importante all'interno di un processo di fede, la sua riscoperta è relativamente recente, soprattutto nel mondo protestante dove, nel XIX secolo, correnti liberali da una parte e dispensazionalisti dall'altra (come J.N. Darby e C.I. Scofield) ne avevano oscurato l'importanza. Oggi questa disciplina viene associata principalmente ad una visione di infallibilità della Bibbia e di ispirazione biblica. 